# Ipomoea petrophila
Ipomoea petrophila är en vindeväxtart som beskrevs av Homer Doliver House. Ipomoea petrophila ingår i släktet praktvindor, och familjen vindeväxter. Inga underarter finns listade i Catalogue of Life.